# Ctenophorus yinnietharra
Espèce
Synonymes
- Amphibolurus yinnietharra Storr, 1981

Statut de conservation UICN

 LC  : Préoccupation mineure
Ctenophorus yinnietharra est une espèce de sauriens de la famille des Agamidae.

## Répartition
Cette espèce est endémique d'Australie-Occidentale. Elle se rencontre dans les environs d'Yinnietharra.

## Publication originale
- Storr,  1981 : Three new agamid lizards from Western Australia. Records of the Western Australian Museum, vol. 8, no 4, p. 599-607 (texte intégral).